# Франтішек Шрам
Франтішек Шрам (чеськ. František Šrám; 6 вересня 1911 — ?) — чеський футбольний воротар .

## Ігрова кар'єра
Грав за клуб «Простейов». Пройшов з командою шлях від чемпіона Чехословаччини серед аматорів до призера професіональної ліги. Чемпіон Чехословаччини серед аматорів 1928 року. У вирішальному матчі «Простейов» переміг «Крочеглави» з рахунком 2:0, а Шрам відбив пенальті за рахунку 0:0.
В сезоні 1934-35 клуб вперше зіграв в вищому дивізіоні чехословацької ліги. Шрам двічі був бронзовим призером чемпіонату в 1936 і 1937 роках. У сезоні 1941/42 посів з командою історичне 2-е місце в чемпіонаті. Фіналіст Кубка Чехії 1940. Зіграв у 4 матчах Кубка Мітропи в 1936 році.

## Статистика виступів

### Статистика виступів в чемпіонаті
| Сезон                    | Матчі | Голи | Сухі матчі | Клуб          |
| ------------------------ | ----- | ---- | ---------- | ------------- |
| Національна ліга 1934/35 | 13    | 0    | 2          | СК. Простейов |
| Національна ліга 1935/36 | 26    | 0    | 9          | СК. Простейов |
| Національна ліга 1936/37 | 16    | 0    | 4          | СК. Простейов |
| Національна ліга 1937/38 | 11    | 0    | 3          | СК. Простейов |
| Національна ліга 1939/40 | 22    | 0    | 4          | СК. Простейов |
| Національна ліга 1940/41 | 21    | 0    | 6          | СК. Простейов |
| Національна ліга 1941/42 | ?     | 0    | ?          | СК. Простейов |
| Національна ліга 1942/43 | ?     | 0    | ?          | СК. Простейов |
| Національна ліга 1945/46 | ?     | 0    | ?          | СК. Простейов |
| РАЗОМ                    | 144+  | 0    | –          |               |

## Титули і досягнення
- Срібний призер чемпіонату Чехословаччини (1):

«Простейов»: 1942
- Срібний призер чемпіонату Чехословаччини (2):

«Простейов»: 1936, 1937
- Фіналіст Кубка Чехії (1):

«Простейов»: 1940
- Переможець чемпіонату Чехословаччини серед аматорів (1):

«Простейов»: 1928